# TheOpenCD
TheOpenCD was een project van de maker van Ubuntu om Windows-gebruikers kennis te laten maken met populaire opensourcesoftware. Op de website van het project was de laatste versie, 4.0, te downloaden.
De site was voor zijn cd-image specifiek op zoek naar stabiele, kwalitatieve en gemakkelijk te installeren applicaties, die onder een opensourcelicentie verkrijgbaar zijn. Verder stelt het ook de broncode voor de programma's op het cd-image ter beschikking.
Vergelijkbare projecten zijn GNUWin II, WinLibre, Open Source Software CD, OpenDisc en Chantra.